# Városháza (Budafok)
A budafoki városháza az egykor önálló Budafok település önkormányzatának központi hivatala volt, ma Budapest XXII. kerülete (Budafok-Tétény) adminisztrációs központja a Városház téren.

## Története
A mai Városház téren a 19. században épült egykori szappangyárban 1901-ben kezdte meg termelését a Brázay-féle sósborszeszgyár. Az egymás mellett álló két épületet Brázay Kálmán felajánlását elfogadva (aki gyárát Budapestre költöztette) a helyi önkormányzat 1926-ban megvásárolta.
Budafok abban az évben emelkedett rendezett tanácsú várossá. Kezdetben nem volt ötletük a hasznosítására, de a friss városi rang, valamint a folyamatosan növekvő település jelentette adminisztrációs terhek növekedése egyre szűkebbé tette az akkor még a Kossuth utcában működő községháza épületét, ami megfogalmazta egy új irodaház felépítésének szükségességét.

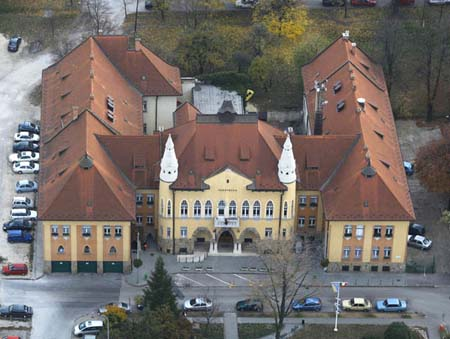
A levegőből

A probléma megoldására a már a tulajdonukban álló, de még nem hasznosított gyárépületeket irodaházzá alakíttatták (mindkettő kapott egy-egy emeletet), a két épület összekötésére pedig a Városház tér felőli oldalra néző főhomlokzattal egy szép, két tornyos összekötő épületszárnyat emeltek.
Az építkezés tervezője a helyi építész, Bathó Lajos, kivitelezője pedig a szintén helyi vállalkozó, Reiber Lőrinc volt; 1928-1929-ben készült el; 1929-ben Záborszky Nándor, a város első polgármestere már az új, kéttornyos szárnyban kialakított díszteremben (ami ma az ő nevét viseli) nyithatta meg az az évi képviselőülést. A város, majd 1950. január 1-je után kerület képviselő-testülete azóta is ebben az épületben tartja az üléseit.
Eredetileg ide tervezték a helyi járásbíróságot és hozzá a fogdát, a tűzoltóságot, valamint egy vegyvizsgálati állomást is.
Az három, együtt U alakot formázó épületszárny meghatározó, fő homlokzata a Városház tér felé néz, kialakításában az akkori századforduló jellegzetes motívumait használták. Lábazata terméskőből készült, nyílásai (ablakok, ajtók, illetve a kőből készült erkély rácsozata) kivétel nélkül boglyaíves formájúak. Az áthidaló szárny két szélén két aprócska, egymással szimmetrikus torony található. A kőerkély tulipános díszítése köszön vissza a díszterem falfestésén is.
A mára szépen felújított épület műemléki védettség alatt áll.